# Cal Santpare (la Vall d'en Bas)
Cal Santpare és una masia situada al municipi de la Vall d'en Bas, a la comarca catalana de la Garrotxa.